# تدويل

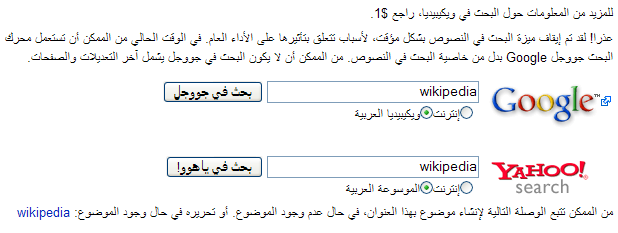
Google وYahoo: شركات تقنية رائدة في التدويل وتوسيع النفوذ العالمي

في الاقتصاد، على الرغم من عدم وجود تعريف متفق عليه للتدويل إلا أنه يُعرف على أنه عملية زيادة حصة الشركات في الأسواق الدولية. التدويل هو إستراتيجية حاسمة ليس فقط للشركات التي تسعى إلى التكامل الأفقي على مستوى العالم ولكن أيضًا للدول التي تعالج استدامة تطورها في مختلف الصناعات وقطاعات الخدمات خاصة في التعليم العالي وهو سياق مهم جدًا يحتاج إلى التدويل من أجل سد الفجوة بين الثقافات والبلدان المختلفة. توجد العديد من نظريات التدويل التي تحاول تفسير سبب وجود أنشطة دولية.

## رجال الأعمال والشركات
يحتاج رواد الأعمال المهتمون بمجال تدويل الأعمال إلى امتلاك القدرة على التفكير بالمستوى العالمي وفهم الثقافات الدولية. يتمكن رواد الأعمال من التدويل بنجاح من خلال تقدير وفهم المعتقدات والقيم والسلوكيات واستراتيجيات الأعمال المختلفة لمجموعة متنوعة من الشركات داخل البلدان الأخرى. يجب أن يكون لدى رواد الأعمال أيضًا اهتمامًا مستمرًا بالابتكار، والحفاظ على مستوى عالٍ من الجودة، والالتزام بالمسؤولية الاجتماعية للشركات، ومواصلة السعي من أجل تقديم أفضل استراتيجيات الأعمال والسلع أو الخدمات الممكنة مع التكيف مع البلدان والثقافات المختلفة.

## نظريات التجارة

### ميزة التكلفة المطلقة (آدم سميث، 1776)
ادعى آدم سميث وجوب تخصص الدول في تصدير السلع التي تتمتع فيها بميزات مطلقة. توجد الميزة المطلقة عندما تستطيع الدولة إنتاج سلعة بتكلفة أقل لكل وحدة مما يمكن لشريكها التجاري إنتاجه. وبنفس المنطق، ينبغي أن تستورد سلعًا لا تمتلك فيها ميزة مطلقة.
في حين وجود مكاسب محتملة من التجارة مع نظرية الميزة المطلقة، فإن الميزة النسبية توسع نطاق التبادلات المحتملة ذات المنفعة المتبادلة. وبعبارة أخرى، ليس من الضروري أن يكون هناك ميزة مطلقة من أجل الاستفادة من التجارة، إذ أن الميزة النسبية تكون كافية في الكثير من الأحيان.

### ميزة التكلفة المقارنة (دافيد ريكاردو، 1817)
ناقش دافيد ريكاردو فكرة عدم حاجة الدول إلى امتلاك ميزة مطلقة في إنتاج أي سلعة خاصة بالتجارة الدولية بينها وبين دول أخرى من أجل أن تكون مفيدة للطرفين. تعني الميزة المطلقة كفاءة أكبر في الإنتاج، أو استخدام تكاليف أقل في الإنتاج. يمكن لبلدين الاستفادة من التجارة إذا كان لكل منهما ميزة نسبية في الإنتاج. تعني الميزة النسبية ببساطة أن نسبة العمالة المجسدة في السلعتين تختلف بين دولتين، إذ يكون لكل بلد سلعة واحدة على الأقل يكون فيها حجم العمل النسبي المجسد أقل من نظيره في البلد الآخر.

### نموذج الجاذبية في التجارة (والتر أيارد، 1954)
يتنبأ نموذج الجاذبية للتجارة في الاقتصاد الدولي، على غرار نماذج الجاذبية الأخرى في العلوم الاجتماعية بتدفقات التجارة الثنائية بناءً على الأحجام الاقتصادية (غالبًا باستخدام قياسات الناتج المحلي الإجمالي) والمسافة بين وحدتين. يأخذ النموذج النظري الأساسي للتجارة بين البلدين الشكل الآتي:
{\displaystyle F_{ij}=G{\frac {M_{i}M_{j}}{D_{ij}}}}
إذ تمثل:
F: تدفق التجارة
i-j: البلد
M: الكتلة الاقتصادية، على سبيل المثال الناتج المحلي الإجمالي
D: المسافة
G: ثابت
استُخدم النموذج أيضًا في العلاقات الدولية من أجل تقييم تأثير المعاهدات والتحالفات على التجارة، واستُخدم أيضًا من أجل اختبار فعالية الاتفاقيات والمنظمات التجارية مثل اتفاقية التجارة الحرة لأمريكا الشمالية (نافتا) ومنظمة التجارة العالمية (دبليو تي أو).

### نموذج هيكشر-أولين (إيلي هيكشر في 1966 وبيرتل أولين في 1952)
نموذج هيكشر-أولين (نموذج أو-إتش)، والمعروف أيضًا باسم تطوير نسب العوامل، هو نموذج رياضي عام لتوازن التجارة الدولية، طوره إيلي هيكشر وبيرتل أولين في كلية ستوكهولم للاقتصاد. يعتمد النموذج على نظرية دافيد ريكاردو للميزة النسبية من خلال التنبؤ بأنماط التجارة والإنتاج استنادًا إلى عوامل الوقف في منطقة تجارية. يوضح النموذج بشكل أساسي قيام الدول بتصدير المنتجات التي تستخدم عامل (أو عوامل) وفيرة ورخيصة لها في الإنتاج واستيراد المنتجات التي تستخدم عامل (أو عوامل) البلدان النادرة.
كانت نتائج هذا العمل هي صياغة بعض الاستنتاجات الناشئة عن الافتراضات الكامنة في النموذج. تُعرف هذه باسم:
- نظرية هيكشر-أولين
- نظرية ريبسينزكي
- نظرية ستولبر-سامويلسون
- نظرية معادلة سعر العامل

### مفارقة ليونتييف (فاسيلي ليونتييف، 1954)
تنص مفارقة ليونتييف في الاقتصاد امتلاك الدولة الممتلكة لأعلى معدل رأس مال عالمي لكل عامل، معدل رأس مال كلي أقل: نسبة العمالة في الصادرات مقارنة بالواردات.
كان هذا الاكتشاف الاقتصادي نتيجة لمحاولة البروفيسور فاسيلي ليونتييف اختبار نظرية هيكشر-أولين تجريبيًا. وجد ليونتييف في عام 1954 أن الولايات المتحدة (أكثر الدول وفرة في رأس المال في العالم حسب أي معيار) صدرت سلعًا كثيفة العمالة واستوردت سلعًا كثيفة رأس المال، في تناقض مع نظرية هيكشر-أولين.

### فرضية ليندر (ستافان بورنستام ليندر، 1961)
فرضية ليندر (فرضية هيكل الطلب) هي تخمين في الاقتصاد حول أنماط التجارة الدولية. الفرضية هي أنه كلما كانت هياكل الطلب في الدول أكثر تشابهًا، كلما كانت التجارة مع بعضها البعض أكثر. علاوة على ذلك، تبقى التجارة الدولية قائمة بين دولتين تمتلكان تفضيلات متطابقة وعوامل وقف (بالاعتماد على التخصص من أجل خلق ميزة نسبية في إنتاج السلع المتمايزة بين البلدين).

### نظرية الموقع
تُعنى نظرية الموقع بالموقع الجغرافي للنشاط الاقتصادي. أصبحت هذه النظرية جزءًا لا يتجزأ من الجغرافيا الاقتصادية والعلوم الإقليمية والاقتصاد المكاني. تتناول نظرية الموقع أسئلة حول الأنشطة الاقتصادية الموجودة، أين ولماذا. تستند نظرية الموقع -مثل نظرية الاقتصاد الجزئي بشكل عام- على افتراض عمل العوامل لمصلحتها الذاتية. تختار الشركات بالتالي المواقع التي تزيد أرباحها إلى أقصى حد ويختار الأفراد المواقع التي تزيد من فائدتها.

### نظرية عيوب السوق (ستيفن هيمر، 1976 وتشارلز ب. كيندلبيرجر، 1969 وريتشارد إي. كيفز، 1971)
في عالم الاقتصاد، يعد فشل السوق حالة لا يكون فيها تخصيص الإنتاج أو استخدام السلع والخدمات من قبل السوق الحرة فعالًا. يمكن النظر إلى إخفاقات السوق على أنها سيناريوهات حيث يؤدي سعي الأفراد لتحقيق المصلحة الذاتية الصرفة إلى نتائج يمكن تحسينها من وجهة نظر المجتمع. كان أول استخدام معروف للمصطلح من قبل الاقتصاديين في عام 1958، قبل أن يُرجع هذا المفهوم إلى الفيلسوف الفيكتوري هنري سيدجويك.
يمكن تعريف نظرية عيوب السوق على أنها أي شيء يتعارض مع التجارة. يتضمن هذا بعدين من العيوب. أولًا، تتسبب العيوب في انحراف مشارك في السوق عن الاحتفاظ بمحفظة السوق. ثانيًا، تؤدي العيوب إلى انحراف مشارك في السوق عن مستوى المخاطرة المفضل لديه. تخلق عيوب السوق تكاليف تتداخل مع الصفقات التي يقوم بها الأفراد العقلانيون (أو التي يمكن أن تحدث في حالة عدم وجود العيب).
طرحت فكرة أن الشركات المتعددة الجنسيات (إم إن أي إس) تدين بوجودها إلى عيوب السوق لأول مرة من قبل ستيفن هيمر، وتشارلز ب. كيندلبيرجر وكهوف. ومع ذلك، كانت عيوب السوق التي كانت في ذهنهم هي عيوب هيكلية في أسواق المنتجات النهائية.
وفقًا لهيمر، فإن عيوب السوق هي هيكلية تنشأ عن الانحرافات الهيكلية من المنافسة الكاملة في سوق المنتج النهائي بسبب التحكم الحصري والدائم في تكنولوجيا الملكية، والوصول المتميز إلى المدخلات، وفورات الحجم، والتحكم في أنظمة التوزيع، وتمايز المنتج، ولكن في حالة غياب الأسواق تكون الأسواق فعالة تمامًا.
على النقيض من ذلك، فإن نظريات تكلفة المعاملات من إم إن إي إس، التي طُورت في وقت واحد وبشكل مستقل في السبعينيات بواسطة إم سي مانوس (1972)، وبوكلي وكاسون (1976)، وبراون 1976 وهينارت 1977-1982)، هي أن عيوب السوق هي السمات الكامنة في الأسواق، والشركات متعددة الجنسيات هي مؤسسات تعمل من أجل تجاوز هذه العيوب. تعاني الأسواق من عيوب طبيعية، أي عيوب ناتجة عن الافتراضات الكلاسيكية الجديدة الضمنية للمعرفة الكاملة والتطبيق المثالي.